# (38209) 1999 NE
1999 أن إي (ويعرف أيضًا باسم (38209) 1999 أن إي وفق تسمية الكوكب الصغير) (بالإنجليزية: 1999 NE)‏ هو كويكب ضمن حزام الكويكبات؛ وترتيبه 38209 من حيث الاكتشاف.
اكتُشف هذا الجُرم الفلكي بواسطة Frank B. Zoltowski ‏ في 4 يوليو 1999.

## وصلات خارجية
- (38209) 1999 NE في قاعدة بيانات مختبر الدفع النفاث لأجرام النظام الشمسي الصغيرة

- الاكتشاف · مخطط المدار ·  العناصر المدارية · المعلمات المادية

- (38209) 1999 NE على موقع ويكي سكاي: DSS2, SDSS, GALEX, IRAS, Hydrogen α, X-Ray, Astrophoto, Sky Map, Articles and images